# Танцмайданчик (фільм)
«Танцмайданчик» (рос. «Танцплощадка») — радянський художній фільм, знятий на кіностудії «Мосфільм» в 1985 році.

## Сюжет
Молодий фахівець-архітектор на ім'я Костянтин був направлений в невелике курортне містечко, щоб там побудувати новий санаторій. І все б нічого, але будівництво об'єкта було заплановано на тому місці, де розташовувався старий танцмайданчик. Саме на цьому танцювальному майданчику Костянтин зустрічає свою любов, і молода людина розуміє, наскільки важливий для жителів цей танцмайданчик. Ризикуючи назавжди знищити свою кар'єру, він разом з городянами вступає в конфлікт з владою з метою відстояти майбутнє танцмайданчику і домогтися перенесення будівництва в інше місце.

## У ролях
- Євген Дворжецький —  Костя
- Олександра Яковлєва —  Саша
- Сергій Газаров —  Мітя
- Анна Назар'єва —  Настя
- Володимир Дружников —  Іполит Анатолійович
- Людмила Шагалова —  Марія Миколаївна
- Микола Прокопович —  Михайло Михайлович
- Людмила Шевель —  Жанна (вокал — Лариса Доліна)
- Костянтин Атаманов —  Санька
- Тетяна Агафонова —  Бубнова
- Олена Денисова —  Катя
- Дмитро Оленевський —  Семен

## Знімальна група
- Режисер: Самсон Самсонов
- Сценаристи: Аркадій Інін, Самсон Самсонов
- Оператор: Віктор Шестопьоров
- Композитор: Еуженіу Дога
- Текст пісень: Михайло Таніч
- Художник: Євген Маркович